# كاترين أميليا فاي إيوينغ
كاترين أميليا فاي إيوينغ (بالإنجليزية: Catherine Amelia Fay Ewing)‏ هي ناشِطة أمريكية، ولدت في 18 يوليو 1822، وتوفيت في 4 أبريل 1897.